# ナープルステク博物館
ナープルステク博物館（Náprstkovo muzeum asijských, afrických a amerických kultur）は、 チェコ共和国 プラハ にある博物館である。英語表記では Náprstek Museum of Asian, African and American Cultures。プラハの国立博物館の常設館の一つで、アジア 、 アフリカ 、およびネイティブ・アメリカンの美術・工芸・民俗資料を所蔵する。 博物館の建物はプラハ旧市街（Staré Město）にある酒の醸造施設ウ・ハラーンクー（U Halanku）である。 

## 歴史
この博物館は、1874年に私立の産業博物館、ボヘミア工業博物館（Bohemian Industrial Museum)として、チェコのヴォイタ・ナープルステク(Vojta Naprstek、1826 – 1894)によって彼の親の家の醸造所だった建物で設立された。
19世紀には、この博物館はチェコの知識人の文化的、教育的中心地の一つとなった。 そのコレクションの多くは、ナープルステクと彼の友人たちによるもので、彼らはチェコの駐在員、旅行者、そして民俗誌学者であった。設立当時は産業博物館だったが、民俗資料が次第に増えていった
1932年、博物館は国立化され、運営が国立博物館に引き継がれた。所蔵物のうち、ヨーロッパの品は国立博物館の民族学部へ移管され、当博物館はヨーロッパ以外の地域の美術と民俗資料と考古学資料と古銭を専門とするようになった
1943年、国立博物館の一部門となった。 
博物館の大規模なコレクションのうち、一般に公開されているのは一部だけである。日本美術も幕末の浮世絵など2万点近くのコレクションがある。 
日本コレクション
1993年、国際日本文化センターにより行われたプラハにある日本美術の調査では、下記の日本コレクションがナープルステク博物館に所蔵されているとの報告がある。
- 木版画 - 約6700点。その中に上方版画570点を含む。
- 絵画と墨描きスケッチ - 数百点
- 漆器約400点と根付200点
- 陶磁器 - 950点、主として肥前磁器（伊万里）
- そのほかの工芸品 - 刀の鐔450点、染色用型紙約800点、民俗資料など

## 所在地
- Praha 1 , Betlemske nam.1[6]
- チェコ共和国の首都、プラハの旧市街ベツレヘム通[6]、ベツレヘム礼拝堂前の広場に面している[7]。